# Cecilia Keaveney
Cecilia Keaveney (* 27. November 1968 in Derry, County Londonderry, Nordirland) ist eine irische Politikerin der Fianna Fáil.
Keaveney wurde November 1968 als Tochter des späteren Abgeordneten Paddy Keaveney geboren. Sie besuchte die Carndonagh Community School und studierte später an der University of Ulster in Jordanstown, wo sie einen Bachelor of Music (B.Mus.), einen Master of Philosophy (M.Phil.)  und ein Postgraduate Certificate in Education (PGCE) für Musikunterricht, erhielt. Keaveney wurde nun als Musiklehrerin tätig.
Am 2. April 1996 wurde sie, in einer Nachwahl im Wahlkreis Donegal North East, erstmals für die Fianna Fáil in den Dáil Éireann gewählt. Die Nachwahl war nach dem Tod von Neil Blaney, einem Abgeordneten der Independent Fianna Fáil, nötig geworden. Bei den nächsten regulären Wahlen 1997 und 2002 konnte Keaveney ihr Mandat jeweils verteidigen. 2007 gelang ihr dies jedoch nicht mehr. Stattdessen wurde sie in den Seanad Éireann gewählt.